# Ipomoea schulziana
Ipomoea schulziana är en vindeväxtart som beskrevs av O'donell. Ipomoea schulziana ingår i släktet praktvindor, och familjen vindeväxter. Inga underarter finns listade i Catalogue of Life.